# Vanessa Boslaková
Vanessa Boslaková (* 11. června 1982, Lesquin) je francouzská atletka, tyčkařka.

## Kariéra
Jejími největšími úspěchy jsou zlatá medaile ze Středomořských her (2005) a stříbro z mistrovství Evropy do 23 let (2003). Je držitelkou národních rekordů.
V roce 1999 získala bronzovou medaili na prvním ročníku mistrovství světa do 17 let v Bydhošti. O rok později skončila třetí na juniorském mistrovství světa v chilském Santiagu. Třetí bronzovou medaili v řadě vybojovala také na juniorském mistrovství Evropy 2001 v italském Grossetu.
Reprezentovala na letních olympijských hrách v Athénách, kde společně s dalšími třemi tyčkařkami obsadila šesté místo. Na světovém šampionátu v Ósace skončila ve finále pátá. V roce 2008 se umístila v olympijském finále v Pekingu na devátém místě.
V roce 2012 vybojovala stříbrnou medaili na halovém MS v Istanbulu, kde si ve finále vytvořila výkonem 470 cm nový osobní rekord.

### Úspěchy
| Rok  | Závod                              | Místo                    | Umístění | Výkon  |
| ---- | ---------------------------------- | ------------------------ | -------- | ------ |
| 1998 | Mistrovství světa juniorů          | Annecy, Francie          | 6.       | 4,00 m |
| 1999 | Mistrovství světa do 17 let        | Bydhošť, Polsko          | 3.       | 4,00 m |
| 2000 | Mistrovství světa juniorů          | Santiago de Chile, Chile | 3.       | 4,10 m |
| 2001 | Mistrovství Evropy juniorů         | Grosseto, Itálie         | 3.       | 4,15 m |
| 2002 | Mistrovství Evropy v atletice 2002 | Mnichov, Německo         | 11.      | 4,20 m |
| 2003 | Halové MS 2003                     | Birmingham, Anglie       | finále   | NM     |
| 2003 | ME v atletice do 23 let 2003       | Bydhošť, Polsko          | 2.       | 4,40 m |
| 2003 | Mistrovství světa v atletice 2003  | Paříž, Francie           | kval.    | 4,15 m |
| 2004 | Halové MS 2004                     | Budapešť, Maďarsko       | 5.       | 4,50 m |
| 2004 | Letní olympijské hry 2004          | Athény, Řecko            | 6.       | 4,40 m |
| 2005 | Halové ME 2005                     | Madrid, Španělsko        | kval.    | 4,30 m |
| 2005 | Středomořské hry                   | Almería, Španělsko       | 1.       | 4,40 m |
| 2005 | Mistrovství světa v atletice 2005  | Helsinky, Finsko         | 8.       | 4,35 m |
| 2006 | Halové MS 2006                     | Moskva, Rusko            | 5.       | 4,65 m |
| 2006 | Mistrovství Evropy v atletice 2006 | Göteborg, Švédsko        | kval.    | 4,15 m |
| 2007 | Halové ME 2007                     | Birmingham, Anglie       | 6.       | 4,23 m |
| 2007 | Mistrovství světa v atletice 2007  | Ósaka, Japonsko          | 5.       | 4,70 m |
| 2008 | Letní olympijské hry 2008          | Peking, Čína             | 9.       | 4,55 m |

### Osobní rekordy
- hala – 470 cm – 11. března 2012, Istanbul
- venku – 470 cm – 28. června 2006, Málaga